# Премия AVN лучшему иностранному исполнителю года
Премия AVN лучшему иностранному исполнителю года (англ. The AVN (Adult Video News) Male Foreign Performer of the Year) — ежегодная награда, вручаемая в январе в Лас-Вегасе на церемонии AVN Awards.

## Лауреаты и номинанты

### 2000-е годы
| Победитель             | Номинанты           | |
| XX церемония - 2003    | XX церемония - 2003 | XX церемония - 2003 |
| ---------------------- | ------------------- | --- |
|                        | Рокко Сиффреди(1)   | - Кристоф Кларк - Стив Холмс - Альберто Рей - Тони Рибас - Начо Видаль |
| XXI церемония - 2004   |                     | |
|                        | Мануэль Феррара     | - Фрэнк Гун - Стив Холмс - Дэнис Марти - Тони Рибас - Франко Роккафорте - Рокко Сиффреди - Начо Видаль |
| XXII церемония - 2005  |                     | |
|                        | Стив Холмс(1)       | - Мик Блу - Крис Чарминг - Дэнис Марти - Дэвид Перри - Тони Рибас - Франко Роккафорте - Tristan Seagal - Рокко Сиффреди - Начо Видаль                                                                        |
| XXIII церемония - 2006 |                     | |
|                        | Стив Холмс (2)      | - Мик Блу - Марко Бандерас - Фрэнк Гун - Стив Холмс - Кид Джамайка - Дэнис Марти - Дэвид Перри - Тони Рибас - Рокко Сиффреди                                                                                 |
| XXIV церемония - 2007  |                     | |
|                        | Jean Val Jean       | - Мик Блу - Грег Чентауро - Тони Де Серхио - Jazz Duro - Омар Галанти - Стив Холмс - Дэнис Марти - Дэвид Перри - Зенза Реджи - Франко Роккафорте - Тони Рибас - Рокко Сиффреди - Джордж Уль - Начо Видаль    |
| XXV церемония - 2008   |                     | |
|                        | David Perry         | - Мик Блу - Джеймс Броссман - Грег Чентауро - Jazz Duro - Омар Галанти - Стив Холмс - Кид Джамайка - Джоаким Кессеф - Фрэнк Мейджор - Зенза Реджи - Тони Рибас - Франко Роккафорте - Ian Scott - Начо Видаль |
| XXVI церемония - 2009  |                     | |
|                        | Рокко Сиффреди (2)  | - Mike Angelo - Джеймс Броссман - Jazz Duro - Омар Галанти - Лауро Гиотто - Фрэнк Гун - Стив Холмс - Ник Лэнг - Кейран Ли - Дэвид Перри - Зенза Реджи - Тони Рибас - Oliver Sanchez - Джордж Уль             |

### 2010-е годы
| Победитель              | Номинанты              | |
| XXVII церемония - 2010  | XXVII церемония - 2010 | XXVII церемония - 2010 |
| ----------------------- | ---------------------- | --- |
|                         | Тони Рибас             | - Джеймс Броссман - Cristian Devil - Стив Холмс - Mike Angelo - Jazz Duro - Омар Галанти - Чоки Айс - JPX - Дэвид Перри - Зенза Реджи - Oliver Sanchez - Рокко Сиффреди - Джордж Уль - Начо Видаль            |
| XXVIII церемония - 2011 |                        | |
|                         | Рокко Сиффреди (3)     | - Mike Angelo - Джеймс Броссман - Demetri XXX - Cristian Devil - Jazz Duro - Омар Галанти - Фрэнк Гун - Чоки Айс - Кид Джамайка - Фрэнк Мейджор - Mugur - Тони Рибас - Oliver Sanchez - Ian Scott             |
| XXIX церемония - 2012   |                        | |
|                         | Рокко Сиффреди (4)     | - Джеймс Броссман - Дэнни Ди - Cristian Devil - Омар Галанти - Тимо Харди - Чоки Айс - Ник Лэнг - Дэвид Перри - Tristan Segal - George Uhl - Паскаль Уайт                                                     |
| XXX церемония - 2013    |                        | |
|                         | Рокко Сиффреди (5)     | - Mike Angelo - Джеймс Броссман - Дэнни Ди - Cristian Devil - Leny Ewil - Омар Галанти - Тимо Харди - Чоки Айс - Mugur - Дэвид Перри - Ian Scott - Kai Taylor - Джордж Уль - Паскаль Уайт                     |
| XXXI церемония - 2014   |                        | |
|                         | Рокко Сиффреди (6)     | - Mike Angelo - Джеймс Броссман - Дэнни Ди - Омар Галанти - Лауро Гиотто - Чоки Айс - Кид Джамайка - Ник Лэнг - Mugur - Neeo - Дэвид Перри - Джордж Уль - Начо Видаль                                         |
| XXXII церемония - 2015  |                        | |
|                         | Рокко Сиффреди (7)     | - Mike Angelo - Джеймс Броссман - Дэнни Ди - Омар Галанти - Лауро Гиотто - Чоки Айс - Neeo - Дэвид Перри - Ian Scott - Renato - Райан Райдер - Томас Стоун - Джордж Уль - Начо Видаль                         |
| XXXIII церемония - 2016 |                        | |
|                         | Рокко Сиффреди (8)     | - Mike Angelo - Джеймс Броссман - Кристиан Клэй - Дэнни Ди - Чоки Айс - Mugur - Neeo - Дэвид Перри - Renato - Райан Райдер - Джордж Уль - Марк Роуз - Ian Scott - Начо Видаль                                 |
| XXXIV церемония - 2017  |                        | |
|                         | Дэнни Ди               | - Mike Angelo - Кристиан Клэй - Крис Даймонд - Пабло Феррари - Joss Lescaf - Mugur - Neeo - Mark Rose - Райан Райдер - Sabby - Yanick Shaft - Рокко Сиффреди - Джордж Уль - Начо Видаль                       |
| XXXV церемония - 2018   |                        | |
|                         | Райан Райдер           | - Emilio Ardana - Альберто Бланко - Кристоф Кейл - Дэнни Ди - Крис Даймонд - Пабло Феррари - Люк Харди - Хуан Лучо - Renato - Mark Rose - Рокко Сиффреди - Джордж Уль - Начо Видаль - Паскаль Уайт            |
| XXXVI церемония — 2019  |                        | |
|                         | Рокко Сиффреди (9)     | - Mike Angelo - Альберто Бланко - Kristof Cale - Christian Clay - Дэнни Ди - Чарли Дин - Dorian del Isla - Эрик Эверхард - Anthony Gaultier - Joss Lescaf - Juan Lucho - Lutro - Райан Райдер ( - Начо Видаль |